# PubMed Central
PubMed Central (PMC) este o bibliotecă digitală gratuită care arhivează  articole științifice complete accesibile publicului și care au fost publicate în reviste de specialitate biomedicale⁠(d) și de științe ale vieții⁠(d). Este una din principalele baze de date de cercetare din suita de resurse elaborate de National Center for Biotechnology Information (NCBI). Textele introduse în PMC sunt indexate și formatate pentru îmbunătățirea metadatelor și ontologiei medicale, și primesc identificatori unici care se adaugă la datele structurate în XML pentru fiecare articol din bibliotecă. Conținutul din PMC poate fi ușor interconectat la multe alte baze de date NCBI și accesat prin intermediul sistemelor de căutare și regăsire Entrez, prin care utilizatorii pot găsi rapid informații din domeniul biomedical.
PubMed Central nu este același lucru cu PubMed. Cele două sunt servicii fundamental diferite. PubMed este o bază de date căutabilă de citate si rezumate biomedicale, textele articolelor referite în PubMed fiind localizate în altă parte: uneori, în presa tipărită, alteori on-line; uneori gratuit, alteori contra cost sau pentru abonați). PubMed Central este o arhivă digitală gratuită de articole, accesibilă tuturor, de oriunde, printr-un browser web. Textul integral al tuturor articolelor din PubMed Central poate fi consultat gratuit, doar reutilizarea fiind supusă altor restricții.
În decembrie 2016, arhiva PMC conținea peste 4,1 milioane de articole, cu contribuții venite direct de la edituri sau autori care și-au depus propriile manuscrise în bibliotecă conform Politicii Publice de Acces NIH. Datele mai vechi arată că, în intervalul ianuarie 2013 – ianuarie 2014, numărul lucrărilor depuse de autori a depășit 103.000 în acele 12 luni. PMC identifică, de asemenea, aproximativ 4.000 de reviste care acum participă într-un fel sau altul prin depunerea automată în biblioteca PMC a conținutului lor publicat. Unele edituri participante amână publicarea articolelor lor pe PubMed Central un timp după publicare, practică denumită „perioadă de embargo”, și poate varia de la câteva luni la câțiva ani, în funcție de revistă (cele mai frecvente sunt embargourile de șase până la douăsprezece luni). Cu toate acestea, PubMed Central este un exemplu de „distribuție externă sistematică de către un terț” care este încă interzisă de către acordurile de colaborare ale mai multor edituri.

## Adopția
Lansată în februarie 2000, biblioteca a crescut rapid întrucât Politica de Acces Public NIH⁠(d) este concepută pentru a face toate proiectele de cercetare finanțate prin National Institutes of Health⁠(d) (NIH) liber accesibile tuturor și, în plus, mulți editori cooperează activ cu NIH pentru a oferi acces gratuit la lucrările lor. La sfârșitul anului 2007, a fost promulgat Consolidated Appropriations Act din 2008 (H. R. 2764) care cuprindea o prevedere care obliga NIH să-și modifice politicile adăugând obligativitatea includerii în PubMed Central a copiilor electronice complete ale cercetărilor și descoperirilor recenzate finanțate de NIH. Aceste articole trebuie incluse în termen de 12 luni de la publicare. A fost prima dată când guvernul SUA a impus unei agenții să ofere acces deschis la rezultatele cercetărilor și este o evoluție a politicii din 2005, prin care NIH cerea cercetătorilor să-și adăuge voluntar lucrările la PubMed Central.
O versiune britanică a sistemului PubMed Central, Europe PubMed Central⁠(d), a fost dezvoltat de Wellcome Trust și British Library ca parte dintr-un grup de nouă finanțatori puternici ai cercetării din Regatul Unit. Acest sistem a devenit operațional în ianuarie 2007. Pe 1 noiembrie 2012, el a devenit Europe PubMed Central⁠(d). Membrul canadian al rețelei PubMed Central International, PubMed Central Canada⁠(d), a fost lansat în octombrie 2009.
Limbajul de markup pentru articole științifice "NLM Journal Publishing Tag Set" al Biblioteca Națională de Medicină a Statelor Unite ale Americii este liber disponibil. Association of Learned and Professional Society Publishers⁠(d) comentează că „probabil va deveni standardul pentru pregătirea conținutului științific atât pentru cărți cât și pentru reviste”. Este disponibil un DTD⁠(d) pentru cărți. Biblioteca Congresului și British Library au anunțat sprijinul pentru NLM DTD.
După anunțarea planurilor de acces public pentru multe agenții, altele decât NIH, PMC este în curs de a deveni loc de depozitare pentru o mai mare varietate de articole. Printre acestea se numără conținut de la NASA, interfața purtând marca „PubSpace”.

## Tehnologia
Articolele sunt trimise la PubMed Central de către editori în format XML sau Standard Generalized Markup Language⁠(d), cu o varietate de DTD⁠(d)-uri. Editorii mai vechi și mai mari pot avea propriile lor DTD-uri dezvoltate de ei, dar mulți editori folosesc DTD-ul NLM Journal Publishing (vezi mai sus).
Articolele primite sunt convertite prin XSLT⁠(d) la DTD-ul foarte similar NLM Archiving and Interchange. Acest proces poate dezvălui erorile care sunt raportate înapoi editurii pentru corectură. Elementele grafice sunt și ele convertite la formate și dimensiuni standard. Sunt arhivate atât formele inițiale, cât și cele convertite. Formele convertite sunt mutate într-o bază de date relațională, împreună cu fișierele asociate pentru elementele grafice, multimedia, sau alte date asociate. Mulți editori oferă și copii PDF ale articolelor lor, iar acestea sunt puse la dispoziție nemodificate.
Citările bibliografice sunt parsate și legate în mod automat de rezumatele relevante din PubMed, de articole din PubMed Central, și de resursele de pe site-urile web ale editorilor. PubMed trimite și el către PubMed Central. Referințele nerezolvabile, cum ar fi cele către reviste sau articolele specifice care nu sunt încă disponibile la una dintre aceste surse, sunt urmărite în baza de date și devin „live” atunci când resursele devin disponibile.
Un sistem de indexare propriu oferă capacitatea de căutare, fiind conștient de terminologia medicală⁠(d) și biologică, cum ar fi numele de medicamente generice vs proprietar și numele alternative pentru organisme, boli și părți anatomice.
Atunci când un utilizator accesează un număr de revistă, se generează automat un cuprins prin aducerea tuturor articolelor, scrisori, editorialelor etc. din acel număr. Atunci când se ajunge la un element real, cum ar fi un articol, PubMed Central convertește markupul NLM în HTML pentru livrare, și oferă legături către obiectele de date asociate. Acest lucru este posibil deoarece datele de intrare, în formate variate, au fost mai întâi convertite la DTD-ul și formatele grafice standard.
Într-un flux separat de publicare, autorii finanțați de NIH pot depune articole în PubMed Central folosind NIH Manuscript Submission (NIHMS). Articolele astfel prezentate trec, de obicei, printr-o conversie la NLM DTD.

## Reacții
Reacțiile la PubMed Central în rândul comunității editorilor științifici variază de la veritabilul entuziasm al unora, la îngrijorarea și reticența altora. PMC este un partener binevenit pentru editorilor cu acces deschis prin capacitatea sa de a spori descoperirea și difuzarea de cunoștințe biomedicale, dar în același timp îi face pe alții să se îngrijoreze de devierea traficului de la versiunea publicată, de consecințele economice ale numărului redus de cititori, precum și de efectul întreținerii unei comunități de oameni de știință în cadrul societăților. Biblioteci, universități, susținători ai accesului deschis, grupuri de sprijin pentru sănătatea consumatorilor și organizațiile de drepturile pacientului au aplaudat PubMed Central, și speră să vadă biblioteci similare cu acces public dezvoltate și de alte agenții americane cu finanțare federală astfel pentru libera circulație a oricăror publicații de cercetare finanțate din banii contribuabililor.
Studiul Antelman al editorilor cu acces deschis a constatat că, în filosofie, științe politice, inginerie electrică și electronică, și matematică, lucrările cu acces deschis au avut un impact mai mare asupra cercetării. Un studiu randomizat a constatat o creștere a descărcărilor de lucrărilor cu acces liber, fără a existat un avantaj la citare față de accesul cu abonament la un an după publicare.
Modificarea procedurii a fost și criticată. American Physiological Society și-a exprimat rezerve față de punerea în aplicare a politicii.

## PMCID
PMCID (PubMed Central identifier), cunoscut și ca „număr de referință PMC”, este un identificator⁠(d) bibliografic pentru baze de date PubMed Central, așa cum PMID este identificatorul bibliografic pentru baza de date PubMed. Cei doi identificatori sunt însă distincți. PMCID se compune din „PMC”, urmat de un șir⁠(d) de șapte numere. Formatul este:
- PMCID: PMC1852221